# 刘锡汉
刘锡汉（1954年12月—），山东临清人，汉族，中华人民共和国政治人物、第十一届全国人民代表大会湖北地区代表。
毕业于武汉大学经济学专业，是中共党员。担任中国长江航运集团总经理。2008年起担任全国人大代表。
2021月10月，因涉嫌严重违纪违法，接受纪律审查和监察调查。